# 2010 BK118
2010 BK118 est un objet transneptunien pouvant être classé comme centaure (au sens large du terme), ayant une orbite rétrograde et très elliptique qui pourrait peut-être montrer l'existence de la planète Neuf.